# Artur Kotenko
Artur Kotenko (ur. 20 sierpnia 1981 w Tallinnie) – estoński piłkarz pochodzenia ukraińskiego, grający na pozycji bramkarza.

## Kariera klubowa
Kotenko rozpoczął karierę w estońskich klubach. Po grze w Tallinna KSK Vigri, Tallinna FC Lantana, fińskim Kauhajoen Karhu, Levadii II Maardu, Levadia Pärnu i Levadii Tallinn, w styczniu 2008 podpisał dwuletni kontrakt z norweskim Sandnes Ulf. W lutym 2009 trafił do Vikinga. W czerwcu 2010 podpisał roczny kontrakt z AEP Pafos z możliwością przedłużenia o kolejny rok. W czerwcu 2011 podpisał dwuletni kontrakt z Rəvanem Baku. W październiku tegoż roku odszedł z klubu. W styczniu 2012 przeszedł do FF Jaro, z którym podpisał roczny kontrakt. W lutym 2013 trafił do Dniapra Mohylew. W grudniu 2013 trafił do Szachciora Soligorsk. W grudniu 2014 przedłużył kontrakt z klubem. W lutym 2017 podpisał roczny kontrakt z Transem Narva.

## Kariera reprezentacyjna
W reprezentacji Estonii rozegrał 27 spotkań w latach 2004–2012.